# Roques de Puigdomènec

Les Roques de Puidomènec, respecte del terme de Granera

Les Roques de Puigdomènec és un indret del terme municipal de Granera, a la comarca del Moianès.
Estan situades en el sector central-oriental del terme municipal, a llevant de la masia de Puigdomènec. Són a la dreta del Sot de Puigdomènec, a l'altre costat de la vall de la Serra de Puigdomènec. L'extrem sud-est d'aquestes roques són a prop i a ponent de les Gavinetes i de les Sorreres.